# リコ・ラモス
リコ・ダーション・ラモス（Rico Dashon Ramos、1987年6月20日 - ）は、アメリカ合衆国の男性プロボクサー。カリフォルニア州カーソン出身のプエルトリコ系アメリカ人である。元WBA世界スーパーバンタム級王者。

## 来歴

### アマチュア時代
彼は8歳のときから、サウスロサンゼルスのブロードウェイジムでボクシングを始めた。彼のアマチュア期間のキャリアとして、オリンピック代表候補や2007年のNational PALトーナメント優勝等がある 。
2007年、全米選手権で五輪代表のレイネル・ウィリアムスに破れ準優勝。その後、プロに転向した。アマチュア通算99勝17敗。

### プロ時代
2008年3月20日、プロデビュー。
2009年11月28日、カリフォルニア州テメキュラのペチャンガリゾート＆カジノでアレハンドロ・ペレス（アメリカ合衆国）とNABO北米スーパーバンタム級ユース王座決定戦を行い、3-0の判定勝ちで王座獲得。
2010年3月5日には、カリフォルニア州テメキュラのペチャンガリゾート＆カジノでセシリオ・サントス（メキシコ）と対戦。4回1分19秒KO勝ちで初防衛に成功した。
2010年7月23日、カートモク・バルガス（メキシコ）とカリフォルニア州キングス郡リムーアのタチパレスホテル&カジノで2度目の防衛戦を行い、3-0の判定勝ちで2度目の防衛に成功した。
2010年11月8日には、ノースカロライナ州キャンプ リージョンのコローションハンガーでヘリバート・ルイス（メキシコ）を2回1分3秒KO勝ちで倒した。
2011年2月11日、アレハンドロ・バルデス（メキシコ）とニュージャージー州アトランティックシティのバリーズアトランティックシティでの対戦し快勝し無敗の19連勝。
2011年7月9日に、ニュージャージー州アトランティックシティのボードウォーク・ホールにてポール・ウィリアムス VSエリスランディ・ララの前座でWBA世界スーパーバンタム級王者の下田昭文に挑戦。6回までは劣勢ながら、7回に逆転KO勝ちで下田に勝利し王座獲得に成功した 。
2012年1月20日、ネバダ州ラスベガスのパームスで暫定王者ギレルモ・リゴンドウ（キューバ）とWBA世界スーパーバンタム級王座統一戦を行い、初回にダウンを奪われるとペースを奪われ、6回ボディショットを食らうとそのままカウントアウト。キャリア初黒星となる6回1分29秒KO負けを喫し王座統一に失敗、僅か6ヵ月で正規王座から陥落。正規王座の初防衛にも失敗した。
同年6月23日、NABF北米スーパーバンタム級王者エフレン・エスキビアス（アメリカ合衆国）と再起戦を行い、アグレッシブに攻撃を仕掛けたエスキビアスに対し、ラモスはスピードとテクニックで対抗。2-0(78-74が2者、76-76)の判定勝ち。再起に成功し、新しい戦術を試すことができた。
2013年1月11日、カリフォルニア州インディオにあるファンタジー・スプリングスカジノでロニー・リオス（アメリカ合衆国）とNABF北米フェザー級王座決定戦を行い、0-3（100－90、96－94、97－93）の判定負けを喫し王座獲得に失敗した。ラモスはこの敗北で世界ランカーから圏外に転落。逆にリオスはフェザー級で世界ランカー入りを果たしWBAでは6位と上位に付けた。
2013年4月12日、ワシントン州シェルトンでオスカル・ゴンサレス（メキシコ）と対戦し、初回からゴンサレスペースで6回にダウンを奪われると劣勢になり何度もストップ寸前に追い詰められ自身初の2連敗となる0-3（91-98、93-97、93-96）の判定負けを喫した。
2013年9月7日、カリフォルニア州インディオにあるファンタジー・スプリングスカジノにて、エフレン・エスキビアスVSラファエル・マルケスの前座でカルロス・イヴァン・ベラスケスと対戦した。序盤は打ち合いからベラスケスにペースを握られていた。5回ベラスケスの右ストレートをもらうとダウンを喫した。その後も何度もベラスケスの連打につかまってストップ寸前まで追い詰められた。最終10ラウンド両者が消耗する中激しい打ち合いになったが右フックがカウンターになる形でベラスケスからダウンを奪ったとこで、レフェリーはカウントを取らずにストップ。10回1分36秒KO勝ちで連敗から脱出し、衝撃的なワンパンチKO勝利を収めた。
2014年5月2日、ラスベガスのハードロック・ホテル・アンド・カジノ内ザ・ジョイントでイシュー・スミスVSライアン・デイビスの前座でWBA世界フェザー級暫定王者ヘスス・クエジャルと対戦。初回にダウンを奪われ12回0-3の判定で敗北した。

## 戦績
- アマチュアボクシング：116戦99勝17敗
- プロボクシング：36戦30勝（14KO）6敗

| 戦           | 日付           | 勝敗 | 時間     | 内容    | 対戦相手                         | 国籍           | 備考                                             |
| ------------ | -------------- | ---- | -------- | ------- | -------------------------------- | -------------- | ------------------------------------------------ |
| 1            | 2008年3月20日  | 勝利 | 4R       | 判定3-0 | サミュエル・ジュード・ユニグエズ | アメリカ合衆国 | プロデビュー戦                                   |
| 2            | 2008年5月17日  | 勝利 | 2R 1:29  | TKO     | デニス・モレノ                   | アメリカ合衆国 |                                                  |
| 3            | 2008年6月6日   | 勝利 | 2R 2:43  | TKO     | ジェリー・モンドラゴン           | アメリカ合衆国 |                                                  |
| 4            | 2008年6月26日  | 勝利 | 1R 終了  | TKO     | ハーヴェイ・フィリップス         | アメリカ合衆国 |                                                  |
| 5            | 2008年7月16日  | 勝利 | 4R       | 判定3-0 | ジョナサン・バルデス             | アメリカ合衆国 |                                                  |
| 6            | 2008年9月11日  | 勝利 | 3R 1:42  | TKO     | アルヴァーノ・ムロ               | メキシコ       |                                                  |
| 7            | 2008年9月25日  | 勝利 | 1R 1:31  | TKO     | マヌエル・サラビア               | メキシコ       |                                                  |
| 8            | 2008年10月23日 | 勝利 | 6R       | 判定3-0 | トレンス・ダニエルズ             | アメリカ合衆国 |                                                  |
| 9            | 2009年4月11日  | 勝利 | 6R       | 判定3-0 | ジーノ・エスカミッラ             | アメリカ合衆国 |                                                  |
| 10           | 2009年5月16日  | 勝利 | 3R 1:57  | TKO     | トリニダート・メンドーサ         | メキシコ       |                                                  |
| 11           | 2009年7月16日  | 勝利 | 4R 終了  | TKO     | ファン・ホセ・ベルトラン         | メキシコ       |                                                  |
| 12           | 2009年9月12日  | 勝利 | 3R 1:46  | KO      | ビクトル・マルティネス           | メキシコ       |                                                  |
| 13           | 2009年9月26日  | 勝利 | 6R       | 判定3-0 | ケルミン・グアルディア           | コロンビア     |                                                  |
| 14           | 2009年11月28日 | 勝利 | 8R       | 判定3-0 | アレハンドロ・ペレス             | アメリカ合衆国 | NABO北米スーパーバンタム級ユース王座決定戦       |
| 15           | 2010年3月5日   | 勝利 | 4R 1:19  | KO      | セシリオ・サントス               | メキシコ       | NABOユース王座防衛1                              |
| 16           | 2010年4月24日  | 勝利 | 8R       | 判定3-0 | レイナルド・ロペス               | コロンビア     |                                                  |
| 17           | 2010年7月23日  | 勝利 | 8R       | 判定3-0 | クアウテモク・バルガス           | メキシコ       | NABOユース王座防衛2                              |
| 18           | 2010年11月8日  | 勝利 | 2R 1:03  | KO      | エリベルト・ルイス               | メキシコ       |                                                  |
| 19           | 2011年2月11日  | 勝利 | 10R      | 判定3-0 | アレハンドロ・バルデス           | アメリカ合衆国 |                                                  |
| 20           | 2011年7月9日   | 勝利 | 7R 2:46  | KO      | 下田昭文 （帝拳）                | 日本           | WBA世界スーパーバンタム級タイトルマッチ          |
| 21           | 2012年1月20日  | 敗北 | 6R 1:29  | KO      | ギレルモ・リゴンドウ             | キューバ       | WBA世界スーパーバンタム級王座統一戦／WBA王座陥落 |
| 22           | 2012年6月23日  | 勝利 | 6R       | 判定2-0 | エフレン・エスキビアス           | アメリカ合衆国 |                                                  |
| 23           | 2013年1月11日  | 敗北 | 10R      | 判定0-3 | ロニー・リオス                   | アメリカ合衆国 | NABF北米フェザー級王座決定戦                     |
| 24           | 2013年4月12日  | 敗北 | 10R      | 判定0-3 | オスカル・ゴンサレス             | メキシコ       |                                                  |
| 25           | 2013年9月7日   | 勝利 | 10R 1:36 | KO      | カルロス・イヴァン・ベラスケス   | プエルトリコ   |                                                  |
| 26           | 2014年1月24日  | 勝利 | 10R      | 判定3-0 | ジョナサン・アレラーノ           | アメリカ合衆国 |                                                  |
| 27           | 2014年5月2日   | 敗北 | 12R      | 判定0-3 | ヘスス・クエジャル               | アルゼンチン   | WBA暫定・世界フェザー級タイトルマッチ            |
| 28           | 2014年12月11日 | 勝利 | 8R       | 判定3-0 | ファン・ルイス                   | アメリカ合衆国 |                                                  |
| 29           | 2015年7月25日  | 敗北 | 3R 0:25  | KO      | クラウディオ・マレロ             | ドミニカ共和国 |                                                  |
| 30           | 2016年6月11日  | 勝利 | 8R       | 判定3-0 | ジャスティン・サビ               | ベナン         |                                                  |
| 31           | 2016年9月24日  | 勝利 | 3R 2:29  | KO      | プロスパー・アンクラ             | ガーナ         |                                                  |
| 32           | 2017年3月11日  | 勝利 | 10R      | 判定3-0 | エリック・ルイス                 | アメリカ合衆国 |                                                  |
| 33           | 2017年7月15日  | 勝利 | 10R      | 判定3-0 | フアン・アントニオ・ロペス       | アメリカ合衆国 | NABA北米スーパーバンタム級王座決定戦             |
| 34           | 2018年4月28日  | 勝利 | 5R 終了  | TKO     | クリスチャン・エスキベル         | メキシコ       |                                                  |
| 35           | 2018年9月28日  | 勝利 | 10R      | 判定3-0 | ダニエル・オレア                 | メキシコ       |                                                  |
| 36           | 2019年3月23日  | 敗北 | 10R      | 判定0-3 | ヘスス・マグダレノ               | アメリカ合衆国 | USNBCフェザー級王座決定戦                        |
| テンプレート |                |      |          |         |                                  |                |                                                  |

## 獲得タイトル
- NABO北米スーパーバンタム級ユース王座（防衛2=返上）
- WBA世界スーパーバンタム級王座（防衛0）
- NABA北米スーパーバンタム級王座